# Tetradracma

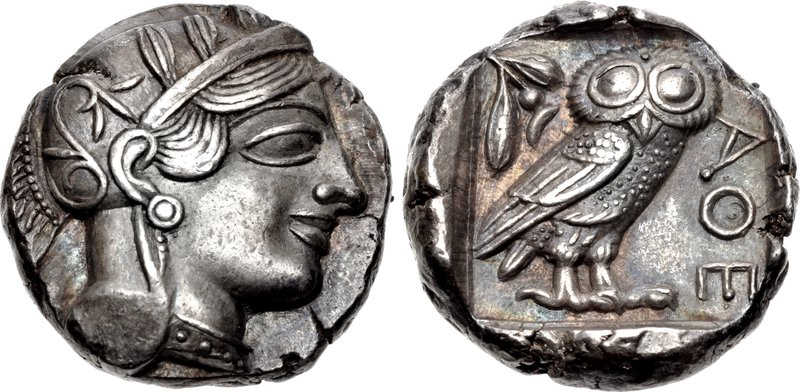
Um tetradracma ateniense de 499 a.C, exibindo a cabeça de Atena e uma coruja.

Um tetradracma (em grego:  τετράδραχμον, tetrádrakhmon) foi uma moeda de prata grega equivalente à quatro dracmas. Em Atenas, esteve em circulação entre 510 e 38 a.C.

## Galeria

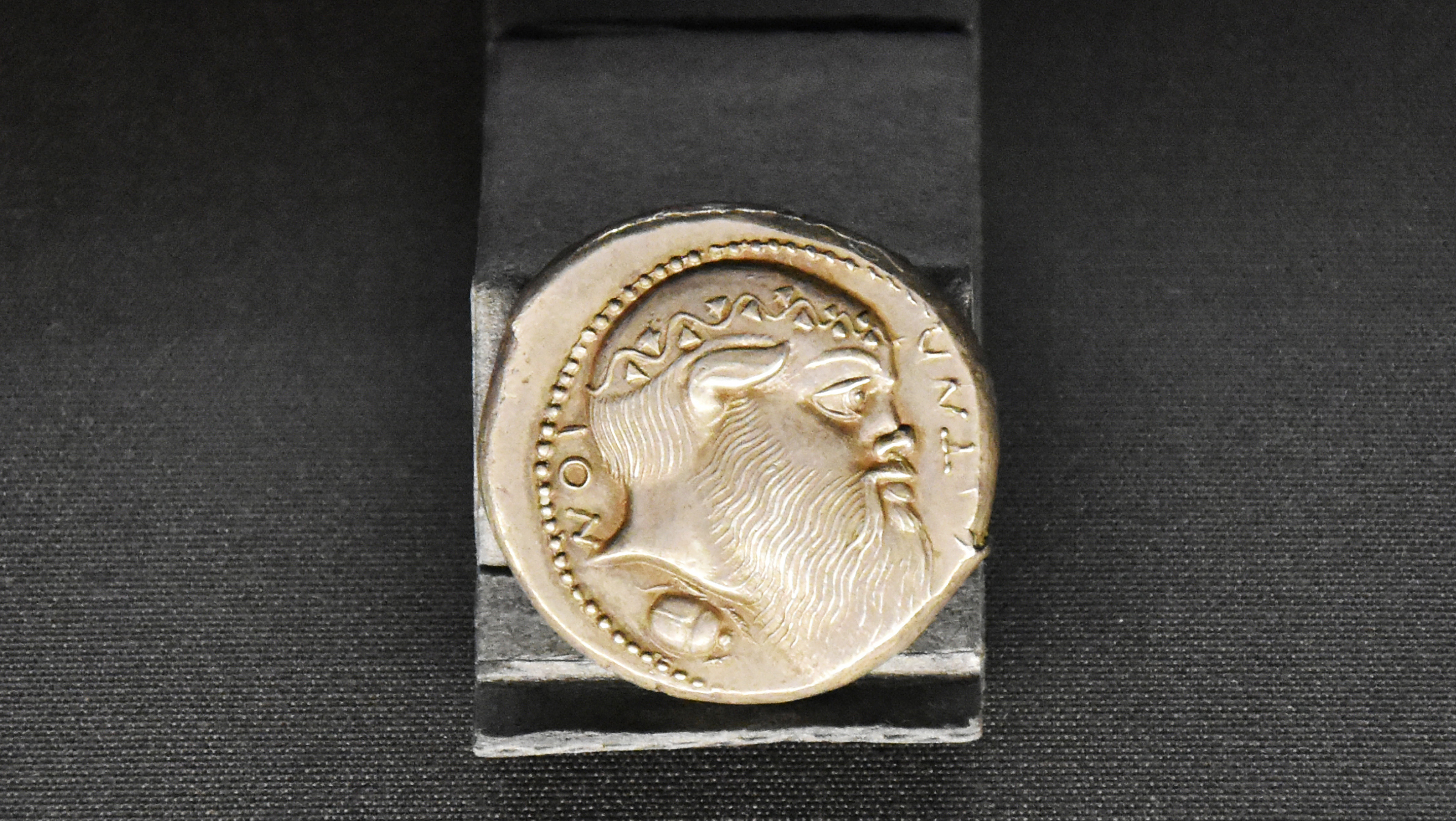
Tetradracma de Atenas
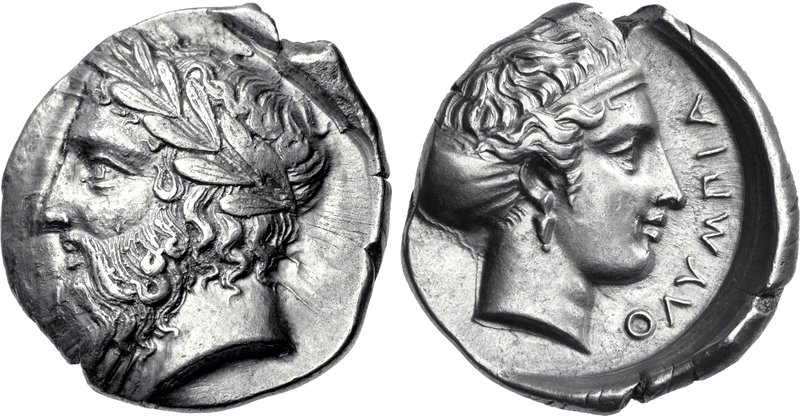
Tetradracma de Olímpia
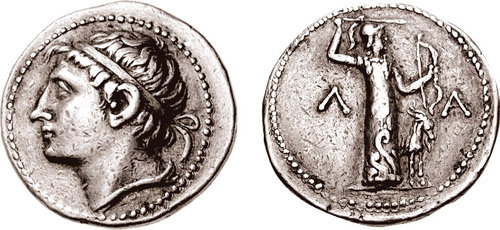
Tetradracma de Esparta
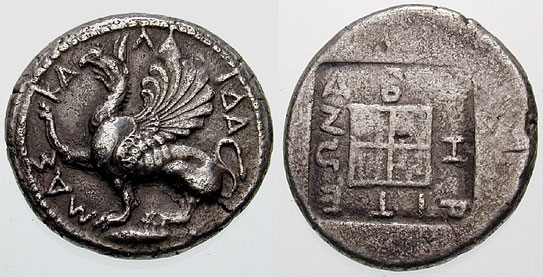
Tetradracma de Abdera
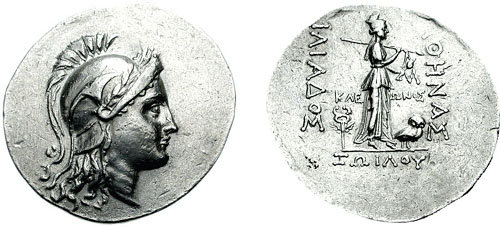
Tetradracma de Troia
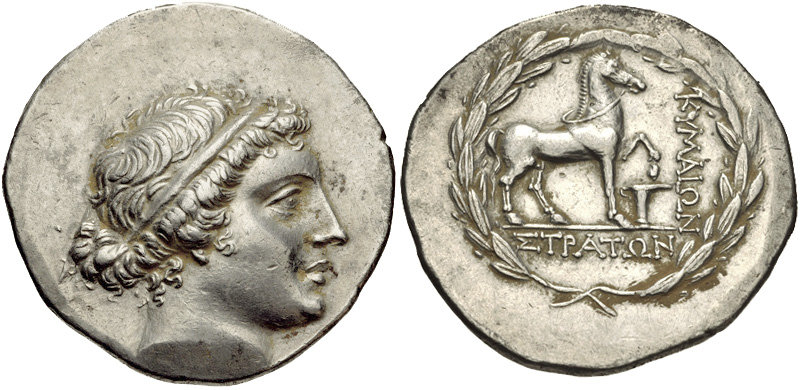
Tetradracma de Cime
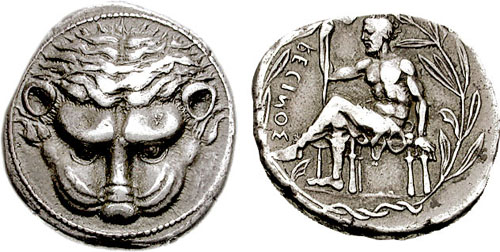
Tetradracma de Régio da Calábria
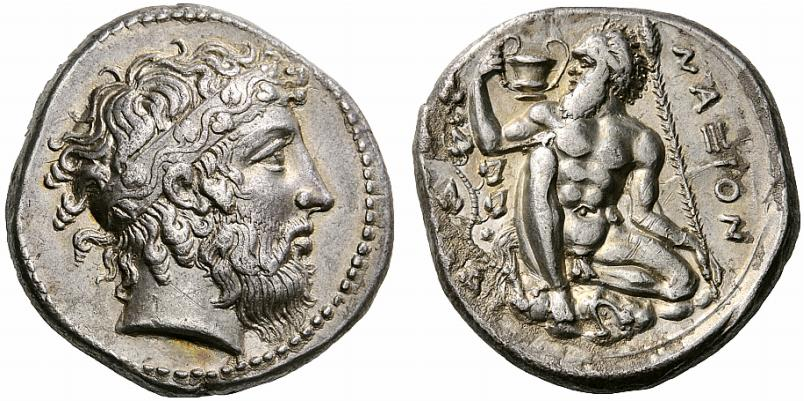
Tetradracma de Naxos
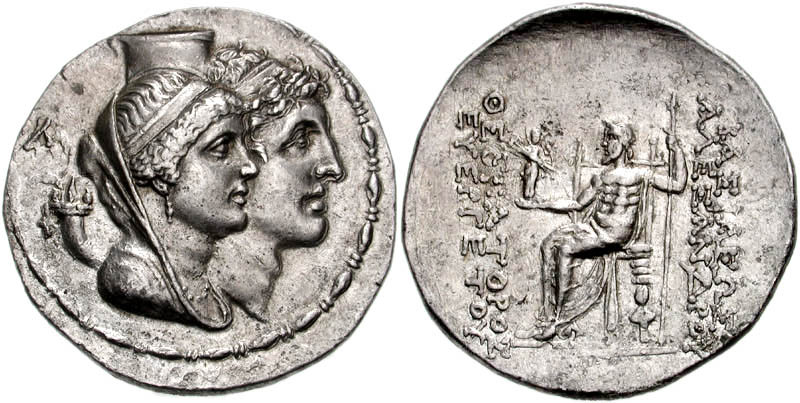
Tetradracma de Cleópatra Teia
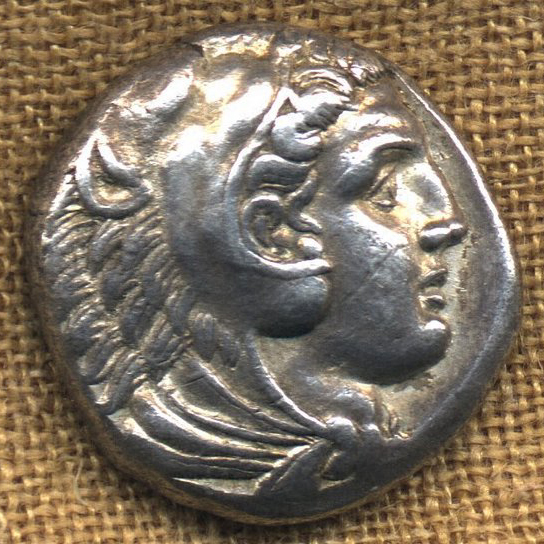
Tetradracma de Alexandre, o Grande